# كيو (قصة شعر)

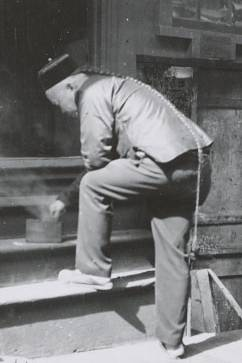
أمريكي من أصول صينية بقصة الكيو في سان فرانسسكو بالقرية الصينية

كيو (بالإنجليزية: queue أو cue)‏ (بالصينية: 髡髮) هي قصة شعر للرجال حيث يتم حلاقة مقدمة الرأس وعمل جديلة للشعر من الخلف. كانت هذه القصة منتشرة بين قومية المانشو وبعض مجموعات الهنود الحمر. حتى عام 1910 بالصين كان الإعدام عقوبة من لا يحلق شعرة قصة الكيو ويعتبر خائناً لبلاده وكان هناك مقولة دارجة تنص على: «احتفظ بشعرك وافقد رأسك أو احتفظ برأسك وأفقد شعرك». ويذكر أن الصورة النمطية للصينيين ذوي الجدائل الطويلة التي كانت تعرض في الكتب المصورة القديمة يعود سببها لهذه القصة.